# Telebasis limoncocha
Telebasis limoncocha е вид водно конче от семейство Coenagrionidae. Видът не е застрашен от изчезване.

## Разпространение
Разпространен е в Аржентина (Кориентес, Салта и Сан Салвадор де Хухуй), Бразилия (Сао Пауло), Венецуела, Еквадор, Колумбия, Панама, Перу и Тринидад и Тобаго.

## Описание
Популацията на вида е стабилна.